# Ascorhynchus levivani
Ascorhynchus levivani là một loài nhện biển trong họ Ascorhynchidae. Loài này thuộc chi Ascorhynchus. Ascorhynchus levivani được miêu tả khoa học năm 1994 bởi Turpaeva.